# Rontalon
Rontalon es una comuna francesa situada en el departamento de Ródano, de la región de Auvernia-Ródano-Alpes.

## Demografía
| 593 | 599 | 635 | 641 | 717 | 896 | 1 077 | 1 162 |
| Para los censos de 1962 a 1999 la población legal corresponde a la población sin duplicidades (Fuente: INSEE [Consultar]) |     |     |     |     |     |       |       |